# Daniel von Bargen
Daniel von Bargen (Cincinnati, 5 giugno 1950 – Montgomery, 1º marzo 2015) è stato un attore statunitense.
È noto per aver interpretato prevalentemente ruoli di poliziotto o militare.

## Biografia
Il 20 febbraio 2012 tentò il suicidio sparandosi un colpo della sua pistola (una calibro 38) alla tempia; fu salvato dopo aver chiamato il 911: soffriva di diabete e aveva una gamba amputata. Alla base del gesto, c'era il suo desiderio di morire pur di non sottoporsi a un intervento chirurgico per l'amputazione delle dita dei piedi; le sue condizioni furono definite gravi ma in seguito migliorarono..
Morì nel 2015 all'età di 64 anni, per complicazioni del diabete.

## Filmografia parziale

### Cinema
- Il silenzio degli innocenti (The Silence of the Lambs), regia di Jonathan Demme (1991)
- Ombre e nebbia (Shadows and Fog), regia di Woody Allen (1991)
- Basic Instinct, regia di Paul Verhoeven (1992)
- RoboCop 3, regia di Fred Dekker (1993)
- Sol levante (Rising Sun), regia di Philip Kaufman (1993)
- Philadelphia, regia di Jonathan Demme (1993)
- Allarme rosso (Crimson Tide), regia di Tony Scott (1995)
- Riccardo III - Un uomo, un re (Looking for Richard), regia di Al Pacino - documentario (1996)
- Nome in codice: Broken Arrow (Broken Arrow), regia di John Woo (1996)
- Prima e dopo (Before and After), regia di Barbet Schroeder (1996)
- L'uomo del giorno dopo (The Postman), regia di Kevin Costner (1997)
- Soldato Jane (G.I. Jane), regia di Ridley Scott (1997)
- Amistad, regia di Steven Spielberg (1997)
- Bionda naturale (The Real Blonde), regia di Tom DiCillo (1997)
- The Faculty, regia di Robert Rodriguez (1998)
- A Civil Action, regia di Steven Zaillian (1998)
- Desert Blue, regia di Morgan J. Freeman (1998)
- La figlia del generale (The General's Daughter), regia di Simon West (1999)
- Universal Soldier: The Return, regia di Mic Rodgers (1999)
- La neve cade sui cedri (Snow Falling on Cedars), regia di Scott Hicks (1999)
- Fratello, dove sei? (O Brother, Where Art Thou?), regia di Joel Coen (2000)
- Shaft, regia di John Singleton (2000)
- Faccia a faccia (The Kid), regia di Jon Turteltaub (2000)
- Super Troopers, regia di Jay Chandrasekhar (2001)
- S1m0ne, regia di Andrew Niccol (2002)

### Televisione
- Scam - Una prova per Maggie (Scam), regia di John Flynn – film TV (1993)
- Truman, regia di Frank Pierson – film TV (1995)
- Seinfeld - serie TV, 4 episodi (1997-1998)
- West Wing - Tutti gli uomini del Presidente (The West Wing) - serie TV, episodio 2x10 (2000)
- Malcolm - serie TV (2000-2001)
- Senza traccia (Without a Trace) - serie TV, 1 episodio (2003)

## Doppiatori italiani
Nelle versioni in italiano delle opere in cui ha recitato, Daniel von Bargen è stato doppiato da:
- Glauco Onorato in Sol Levante, Jarod il camaleonte
- Luciano De Ambrosis in Prima e dopo, Malcolm
- Dario Penne in L'uomo del giorno dopo, Fratello, dove sei?
- Saverio Moriones in Soldato Jane, A Civil Action
- Giancarlo Maestri in Basic Instinct
- Sandro Iovino in Robocop 3
- Sergio Di Giulio in Scam - Una prova per Maggie
- Claudio Fattoretto in Philadelphia
- Dante Biagioni in Nome in codice: Broken Arrow
- Renato Cortesi in X-Files
- Ugo Maria Morosi in The Faculty
- Angelo Nicotra in La figlia del generale
- Alessandro Rossi in Universal Soldier: The Return
- Gil Baroni in Faccia a faccia
- Emilio Cappuccio in West Wing - Tutti gli uomini del Presidente
- Michele Kalamera in Super Troopers
- Luciano Roffi in Basic Instinct (ridoppiaggio)